# Visconde de Fragosela
Visconde de Fragosela é um título nobiliárquico criado por D. Luís I de Portugal, por Decreto de 25 e Carta de 31 de Maio de 1870, em favor de José Pereira de Loureiro.
Titulares
1. José Pereira de Loureiro, 1.º Visconde de Fragosela.